# Future Human Image
Науковий журнал "Future Human Image" («Образ людини майбутнього») ISSN 2519-2604 (Online), ISSN 2311-8822 (Print) – це проект Міжнародного філософсько – космологічного товариства. Почав видаватися як колективна монографія «Образ людини майбутнього: Кого і Як виховувати в підростаючих поколіннях» з 2011 року. Як науковий журнал «Future Human Image» видається з 2014 року. Основна мета проекту полягає у розгляді та узагальненні найбільш ефективних методів впливу на психіку підростаючих поколінь з можливістю їх подальшого використання при формуванні образу людини майбутнього. Науковий журнал «Future Human Image» – це майданчик для масштабного міждисциплінарного дослідження особливостей сучасного впливу соціального та освітянського середовища на психіку нових поколінь, що структурно і функціонально розвивається. Журнал поширює найсучасніші дослідження з філософії освіти, психології та педагогіки.
Журнал  публікує наукові дослідження в наступних областях знань: філософія освіти; нейрофілософія; соціальна філософія; філософська антропологія; історія філософії; філософія свідомості; футурологія; загальна психологія; дитяча психологія; диференціальна психологія; когнітивна психологія; педагогічна психологія; психолінгвістика; соціальна психологія; педагогіка; психопедагогіка; гендерні дослідження в освіті та ін. 
Виходить двічі на рік.
Журнал Future Human Image індексується в наступних міжнародних базах даних: Directory of Open Access Journals (DOAJ), Google Scholar, Index Copernicus, Science Index, ResearchBib, Ulrich’s Periodicals Directory, Open Academic Journals Index Registry of Open Access Repositories (ROAR), The Directory of Open Access Repositories (OpenDOAR), WorldCat, EBSCO (Sociology Source Ultimate).

## Редколегія журналу
1. Базалук Олег Олександрович — головний редактор, голова Міжнародного філософсько-космологічіного товариства.
2. Свириденко Денис Борисович — заступник головного редактора, Національний педагогічний університет ім. М.П.Драгоманова, Україна.
3. Берегова Галина Дмитрівна – Херсонський державний аграрний університет, Україна.
4. Anna Brodsky –  Washington and Lee University, USA
5. Enric Cabrejas – Regen Palmer Coaching School, Aragon Institute of Anthropology, Spain.
6. Джахая Леонід Григорович[ru] — Академія педагогічних наук Грузії, Грузія.
7. Клепко Сергій Федорович [Архівовано 9 червня 2020 у Wayback Machine.] – Полтавський обласний інститут післядипломної педагогічної освіти ім. М.В. Остроградського, Україна
8. Остапенко Андрій Олександрович – Кубанський державний університет, Росія.
9. Петріашвілі Ольга Михайлівна – Сухумський державний університет, Грузія
10. Рибалка Валентин Васильович – Національна академія педагогічних наук України, Україна
11. Черепанова Світлана Олександрівна – Львівський національний університет імені Івана Франка, Україна
12. Шиндаулова Раушан Байсеітовна – Казахська Національна консерваторія імені Курмангази, Казахстан
13. Назаретян Акоп Погосович[ru] –  Центр Мегаісторії і системного прогнозування Інституту східознавства РАН, Росія
14. Крічевський Сергій Володимирович[ru] –  Інститут історії природознавства і техніки імені С.І. Вавилова РАН, Росія
15. Урсул Аркадій Дмитрович – Московський державний університет імені М. В. Ломоносова, Росія.